# Regiment Fix de Buenos Aires
El Regiment d'Infanteria de Buenos Aires, conegut generalment com a Regiment Fix de Buenos Aires, va ser la unitat d'infanteria de classe veterana de l'Exèrcit d'Espanya al Virregnat del Riu de la Plata, que va subsistir breument a la caiguda del poder colonial espanyol a Buenos Aires després de la Revolució de Maig del 1810 a la futura Argentina.
Va ser creat quan el Riu de la Plata era encara una governació integrant del virregnat del Perú, i estava conformada majoritàriament per espanyols, però els Criolls igualment gaudien dels mateixos beneficis i privilegis que els soldats espanyols.
El fusil i la baioneta eren les seves armes característiques. Al 1803 el seu uniforme era casaca, jupa, mantilla blaves, volta i collarí encarnat i un botó blanc.
A Buenos Aires el quarter general estava ubicat a la posteriorment anomenada Cantonada de les Llums.

## Antecedents
La tropa veterana d'infanteria del Riu de la Plata estava constituïda cap al 1740 per quatre companyies amb un total de cent vuitanta-quatre homes, els quals van ser reconeguts com a Tropa Antiga a partir de l'arribada a Espanya de la Ancorada de Barragán (caleta situada a 60 km de Buenos Aires), el 15 de març del 1737, de quatre companyies amb dos-cents vint homes del Regiment de Cantabria. Al 1743 ambdues forces es van fusionar i reorganitzar d'acord amb el Reglament de Santo Domingo del 1738, quedant la Infanteria Antiga constituïda per vuit companyies. Cadascuna amb un capità, un tinent, un subtinent, dos sergents i cinquanta-quatre caps i soldats, tot i que la majoria de les companyies estaven incompletes.

### Creació del Regiment
Al 1764 va ser creat a Espanya el Regiment d'Infanteria de Buenos Aires, format per una companyia de granaders i set de fusilers. Va ser traslladat el mateix any al Riu de la Plata junt al Regiment de Mallorca i cent cinquanta-un homes, entre oficials, sergents, caps i soldats veterans, amb dos mil fusils amb baionetes per a crear les assemblees de les milícies. Al 1766 van arribar a Buenos Aires tres companyies del Batalló de Santa Fe, creat originàriament per a Nova Granada.
Al desembre del 1768 va ser creat pel governador Francisco de Paula Bucarelli el Batalló d'Infanteria Antiga de Buenos Aires, amb la tropa corresponent a les vuit companyies, quatre piquets sols fixos (de la tropa antiga) a aquesta província.
Al 1770 les quatre-centes vint-i-cinc places del batalló comandat pel tinent coronel Agustín Ramón Pesquera tenia companyies destacades a Montevideo, al Fort de San Miguel i a la Fortalesa de Santa Teresa.
Per la reial ordre del 26 d'abril del 1771, feta efectiva l'1 d'abril del 1772, va ser creat el Regiment d'Infanteria de Buenos Aires, al fusionar-se el Batalló d'Infanteria de Buenos Aires (anomenat modern) amb el Batalló d'Infanteria Antiga de Buenos Aires (anomenat Antiga) i el Batalló de Santa Fe.
El rei va enviar a Buenos Aires cent seixanta-un homes que van arribar a l'abril del 1773 per a completar el regiment.

### Organització inicial
El seu cap era un coronel i estava constituït al principi per dos batallons de 1377 places, el primer dels quals estava sota el comandament d'un coronel i el segon d'un tinent coronel, que al seu torn era sub-cap del regiment. Cada batalló estava format per vuit companyies de fusilers i una de granaders.
Segons l'estat de forces que el firrei Juan José de Vértiz i Salcedo va elevar al ministres José de Gálvez i Gallardo el 22 de gener del 1780, el Regiment fix estava constituït de la següent forma:
- A Buenos Aires: Dos capitans, quatre oficials i seixanta-sis soldats.
- A Colònia del Sacramento: Un capità, dos oficials i cent vint-i-dos soldats
- A Montevideo: Deu capitans, setze oficials i quatre-cents vuitanta-vuit soldats.
- A Maldonado: Tres capitans, quatre oficials i dos-cents quaranta-sis soldats.
- A Santa Teresa: Dos capitans, tres oficials i cent vint soldats.
- A Santa Tecla: Un oficial i vint-i-quatre soldats.
- A la Patagònia: Un capitans, tres oficials i cent-dos soldats.

## Rebel·lió de Túpac Amaru II
Tres companyies del tercer batalló del regiment van concòrrer a la campanya contra Túpac Amaru II al 1781 i van quedar de guarnició a Oruro (quinta companyia), Potosí (part de la Sisena companyia) i a la Ciutat de Salta (Setena companyia i la resta de la sisena). A Salta es va incorporar el jove Martín Miguel de Güemes al 1799.
Una reial cèdula del 1783 va autoritzar al virrei a crear una bandera de reclutament a La Corunya (Galícia) per a rebre voluntaris per al regiment.
Des del 1784 en donar inici a Buenos Aires, per ordres del virrei Juan José de Vértiz i Salcedo la Causa d'Oruro, aquest regiment va estar a càrrec de la custòdia dels reus de la Rebel·lió del 1781 a Oruro que s'havia gestat de forma paral·lela i simultània a la Rebel·lió de Túpac Amaru II, tot i que posteriorment degut al seu contingut social fortament crioll, la rebel·lió va seguir el seu propi curs insurgent. La custòdia per part del Regiment Fix d'Infanteria de les anomenades Presons d'Oruro, situades a l'actual Cantonada de les llums va durar tota la causa fins al 1801

## Regiment de tres batallons
L'agost del 1789 el fix va passar a tenir tres batallons formats per set companyies cadascuna, al crear-se el tercer batalló amb soldats del Regiment d'Infanteria de Burgos i del Segon Batalló del Regiment d'Infanteria d'Extremadura (procedent de l'Alt Perú i de Santa) que es van quedar al retornar aquests a Espanya. Les companyies del tercer batalló van quedar distribuïdes a Salta, Oruro, Potosí, Chuquisaca, Puno i La Paz.
Dels mil tres-cents homes que el regiment tenia al 1798, set-cents vint-i-set es trobaven a Montevideo, i la resta a Buenos Aires, Illa Martín García, Colonia del Sacramento, Maldonado, Santa Teresa, Córdova, Santa Fe (Argentina), Illes Malvines, Salta, Carmen de Patagones, etc.
Segons un informe de Félix de Azara del 1801, aquest regiment havia de comptar amb dos mil seixanta-cinc places europees d'acord al disposat.
En la relació del virrei Gabril de Avilés i del Fierro al seu successor Joaquín del Pino, va escriure el 21 de maig del 1801:
| « | L'estat militar d'aquestes províncies, quant a tropes veteranes, consta d'un regiment d'infanteria, que va ser de tres batallons, però la seva força efectiva era amb prou feines de dos (...) tota aquesta tropa, excepte la companyia de Granaders del tercer batalló i un diminut destacament del mateix cos, es troben a l'altra banda, empleats a la guarnició de Montevideo i la resta de llocs d'aquella costa del Riu i Fronteres del Brasil (...) Com a resultat de la passada rebelió, van quedar destacats a Plata, Potosí, i Oruro una companyia en cadascuna d'aquestes poblacions que s'han anat disminuint en nombre per les baixes naturals o indispensables en el transcurs dels anys. Les partides de demarcació de límits amb el Brasil tenen també unes petites partides de tropes per al seu auxili | » |

En un estat de forces del 1802 es va consignar que el fix tenia una força efectiva de vuit-cents setanta-sis homes.
Els comandants eren al 1803 el coronel Fèlix de Iriarte com a tinent coronel del regiment, el coronel Pedro de Arze com a comandant de batalló, i el coronel José Ignacio de Merlos com a sergent major. Estava vacant el càrrec de coronel del regiment.
Les companyies situades a l'Alt Perú van anar disminuint fins al punt que el governador intendent de Potosí, Francisco de Paula Sanz va expressar el 26 de juliol del 1804 que el nombre de soldats de les dues companyies veteranes existents era de només nou homes entre ambdues.
A finals de juliol del 1808, van ser restituïdes a Potosí i a La Paz les companyies que a causa de les invasions angleses s'havien concentrat a Chuquisaca.
Un ofici del 4 d'octubre del 1809 senyalava la existència de quatre companyies veteranes guarnint la ciutat de Chuquisaca per a les que s'aprovava la composició de 181 fusils.

## Invasions Angleses
Al 1805 van tornar a Buenos Aires els soldats de Salta davant del perill d'un atac britànic.
El virrei Rafael de Sobremonte va disposar el trasllat de la unitat a Montevideo en previsió d'un atac britànic al 1806. Quan es va produir la primera de les Invasions Angleses, el cos va romandre guarnint aquesta ciutat, excepte per la Companyia de Granders que amb dos oficials i cent-cinc soldats va marxar cap a Santiago de Liniers a la reconquesta de Buenos Aires.
Al 1807 el regiment va participar en la defensa de Montevideo i a la de Buenos Aires contra la Segona Invasió Anglesa. Al Combat del Cordón, el 20 de gener del 1807, van intervindre dos-cents seixanta soldats de la unitats. Sota el comandament de Juan Antonio Martínez, el 3 de febrer del 1807, hi van haver les unitats que van intentar resistir l'assalt britànic a Montevideo.
El 13 de gener del 1809 la Junta Suprema de Sevilla va disposar en nom del rei Ferran VII premiar als oficials dels diferents cossos veterans i milicians de Buenos Aires reconeixent els graus militars que se'ls hi havien atorgat:
- Grau de Tinent Coronel - Al Capità José Piriz.
- De Capità - A l'Ajudant Pedro Durán, i als Tinents Pedro Aldecoa i Juan José Viamont.
- De Tinent - Als Subtinents Agustín Lizaur, Francisco Somalo i Matías de la Raia.
- De Subtinent - Als Cadets Matías Güemez, Benito Azcuenaga, Mariano Rolon, Agustín Herrera, Pedro Regalado, Pedro de la Torre, Antonio Grimao, Juan Pró, Pedro José Duráu, Venancio Ortega, Alejandro de los Reies, Angel de los Reies, Luis Mendez, José García de Cárdenas, Juan Salvadores, Juan Amaia, Francisco Uriondo, José de los Reies i Pedro Jimenez Castellanos.
- De Capità de Milicies - Al Tinent de Milicies, agregado á este Cuerpo, Manuel Bustamante

## Alt Perú
Per a sufocar les revoltes de Chuquisaca i La Paz, el virrei Baltasar Hidalgo Cisneros va enviar des de Buenos Aires un contingent sota el comandament de Vicente Nieto i del coronel de marina José de Còrdoba i Rojas, que va partir el 4 d'octubre del 1809. Es van organitzar tres divisions amb veterans del Regiment Fix d'Infanteria, Dracs i d'artilleria junt amb una companyia de marina i altres de patricis, arribenys, muntanyesos, andalusos i artillers de la Unió. A Salta se li van incorporar milicians, però al arribar a l'Alt Perú no va fer falta entrar en combat
La companyia que es trobava a Oruro va ser destacada a La Paz al 1809, per a participar en la repressió. Després, al 1810 per ordre de Nieto es va dirigir a Chuquisaca.
Produïda la Revolució de Maig, Nieto va formar amb part dels andalusos i muntanyesos el Cos de Voluntaris del Rei. Les dues companyies de Fix que estaven a l'Alt Perú van formar les companyies veteranes del Reial Borbó, que van participar en el combat de Cotagaita, i són mencionades per Còrdoba i Rojas al parte de batalla:
| « | (...) vaig manar dues companyies veteranes del Reial Borbó a les ordres del capità graduat de tinent coronel senyor Juan de Dios Cabero (...) he de fer particulars elogis dels veterals del Reial Borbó comandats per Cabero (...) | » |

Al març del 1810 ambdós cossos van formar el Batalló de Ferran VII, unit a l'exèrcit reialista del Perú, que va combatre a les batalles de Huaqui, Tucumán i Salta, i les restes dels quals es van fusionar a principis del 1815 amb el Batalló de Milícies Provincials de Potosí, elevat a regiment de línia.

## Desde la Revolució de maig
Des del 25 de maig del 1810, les sub-unitats del Fix presents a Buenos Aires es van integrar a les Províncies Unides del Riu de la Plata, mantenint-se com a regiment, malgrat que els seus caps havien donat suport al virrei Baltasar Hidalgo Cisneros
Cinquanta soldats del Regiment Fix de Buenos Aires amb els seus oficials van integrar la Primera expedició auxiliadora de l'Alt Perú, conformant el que després s'anomenaria l'Exèrcit del nord.
Junt amb el Regiment de Dracs de Buenos Aires, el 3 de novembre del 1810 ambdós cossos van ser dissolts. Els soldats del Regiment Fix de Buenos Aires que es trobaven al nord-oest argentí van ser incorporats al nou Regiment número sis d'Infanteria, mentre que els que es trobaven a Buenos Aires es van passar al Regiment de la Estrella.
Decret de Dissolució.
| « | Senyor Sergent Major de Montevideo: Havent reflexionat la Junta que els Regiments d'Infanteria i Dracs d'aquesta província, segons l'estat escassíssim de força en què es troben, no poden servir d'utilitat al servei; Éssent per una altra banda molt difícil la seva reorganització, ha decretat la Junta la dissolució després d'un madur examen i ha resolt que els Sergents, Caps i Soldats del primer passin al d'Amèrica i els del segon als Hússars del Rei. El destí dels oficials que abans pertanyien a aquests cossos dissolts serà el següent: (...) El Coronel del Regiment de Dracs, Don José Ignacio de la Quintana, queda retirat; Igualment el sergent Major Agustín Pinedo i l'Ajudant Major Don Juan Manuel Marín, així com els Tinents Don Antonio Pérez, Don Pedro Nolasco García i Don Cristobal Minguez i el Alférez Don Salvador Moreira. El Capità Don Florencio Nuñez queda retirat i igualment que el Sergent Major Agustín Pinedo de l'Administració de les Estàncies del Rei. Tots els altres oficials marxaran al Perú per a incorporar-se al nou regiment, que amb el títol de Cavalleria Lleugera ha resolt també la Junta formar en la referida expedició. Només quedarà en aquesta capital el Capità Don José Palavecino, com a capità d'aquests dos últims anys fins que es liquidin i rendeixin els comptes del cos. I Igualment per a Don José María Escobar que fa les funcions de degà de la Junta. De totes les tropes destinades a l'Expedició del Perú i noves agregacions que hi han hagut, es formaran dos regiments: Un d'infanteria amb la denominació de Regiment d'Infanteria número sis, i un altre de cavalleria amb el títol de cavalleria lleugera. Per als caps del primer s'han nomenat (...) Per al segon s'han nomenat el tinent Coronel Don Juan Francisco Borges, per tinent Coronel; Al Capità del Reial Cos d'Artillería Volant, a Don Toribio de Luzuriaga per a sergent major, havent-se de tenir al entès que totes les tropes que existèxen en la referida expedició al Perú queden separades dels Cossos d'aquesta guarnició al a que pertanyien a excepció de les Campanyes del Regiment d'Hússars del Rei i del de Castes, doncs aquestes no estaran a les forces del snous Regiments i estaran subjectes als seus respectius Cossos a on hauran de retirar-se quan sigui necessari. Tot això previnc a Vosta Mercè d'acord de la Junta, perquè ho faci entendre a la Ordre General de la Ciutat. Deu Guari a Vostres Merces. Buenos Aires, 3 de novembre del 1810. Corneli Saavedra, Coronel. | » |